# یولاندا حدید
گورالیندا حدید (به هلندی: Yolanda Hadid) نام ِ پیشین : گورالیندا فان-دِر-هِریک) (زاده ۱۱ ژانویه ۱۹۶۴) مدل هلندی-آمریکایی است.
او مادر جیجی حدید، بلا حدید، انوار حدید است.